# ジェイコブ・ブーヴェリー (初代フォルクストン子爵)

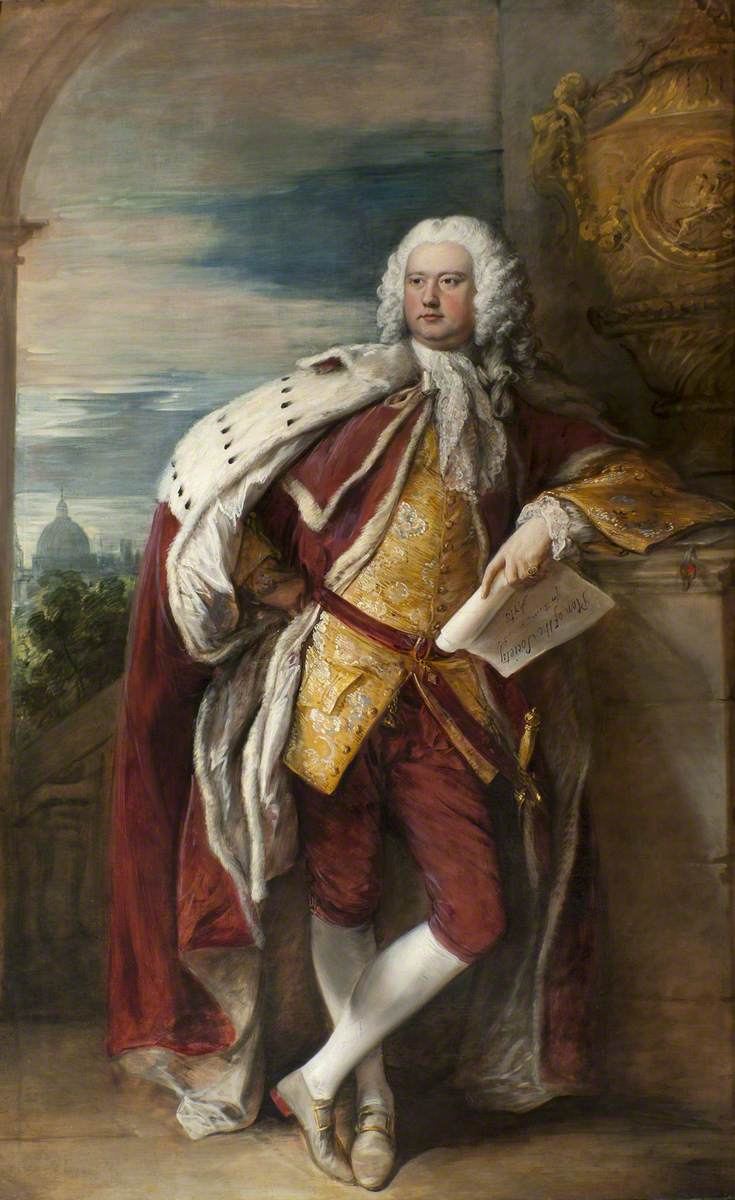
トマス・ゲインズバラによる肖像画、1776年画。トマス・ハドソンによる1749年の肖像画に基づく。

初代フォルクストン子爵ジェイコブ・ブーヴェリー（英語: Jacob Bouverie, 1st Viscount Folkestone、出生名ジェイコブ・ド・ブーヴェリー（Jacob des Bouverie）、1694年10月14日洗礼 – 1761年2月17日）は、グレートブリテン王国の政治家、貴族。科学技術産業振興協会（王立技芸協会）の初代会長を務めた（在任：1755年 – 1761年）。

## 生涯
初代準男爵サー・ウィリアム・ド・ブーヴェリー（1717年5月19日没）と2人目の妻アン・アーリー（Anne Urry、1739年6月5日没、デイヴィッド・アーリーの娘）の次男として生まれ、1694年10月14日にセント・キャサリン・クリーで洗礼を受けた。1708年/1709年にミドル・テンプルに入学、1711年10月20日にオックスフォード大学クライスト・チャーチに入学した。その後、1717年に父が死去すると1万8千ポンドを継承し、ロンドンで商人を務めた。
1722年に叔父ジェイコブが死去するとケントにおける領地を継承、1736年11月21日に兄にあたる第2代準男爵サー・エドワード・ド・ブーヴェリーが死去すると、準男爵位やとロングフォード城などの財産を継承、翌1737年4月22日に議会の私法案可決を受けて姓をド・ブーヴェリーからブーヴェリーに改めた。同年にジョージア植民地信託に1千ポンドを寄付すると、信託の1人に任命された。
1741年イギリス総選挙でトーリー党の候補としてソールズベリー選挙区から出馬、当選を果たした。議会では常に野党の一員として投票したが、1747年6月29日にグレートブリテン貴族であるウィルトシャーにおけるロングフォード男爵とケント州におけるフォルクストンのフォルクストン子爵に叙された。叙爵の理由はブーヴェリーが国王ジョージ2世の愛妾ヤーマス女伯爵アマーリエ・ゾフィー・フォン・ヴァルモーデンに1万2千ポンドを支払ったためだったとされるが、オックスフォード英国人名事典ではこれを「ゴシップ」（gossip）であるとした。
1750年代に第2代ロムニー男爵ロバート・マーシャムとともに技芸協会の設立を計画したが、ウィリアム・シップリーも同様の計画を立てていた。1753年にマーシャムの友人スティーヴン・ヘールズの紹介でシップリー、フォルクストン、マーシャムが会談すると、フォルクストンとマーシャムはシップリーの計画への支持を決め、1754年3月22日に協会として最初の会議を開催した（フォルクストンが議長を務めた）。その後、1755年2月5日に正式に科学技術産業振興協会会長に選出され、以降1761年に死去するまで会長を務めた。最初の会議ではフォルクストン含め11人しか参加しなかったが、1761年に死去した時点で協会の会員数は1,000人にふくれあがり、フォルクストンは1758年にその功績で協会から金メダルを贈られた。
それ以外にもマーシャムと協力して1756年のマリーン・ソサエティ設立に尽力、捨子養育院のguardian（1745年就任）を務めた。
1761年2月17日に死去、27日にブリットフォードで埋葬された。息子ウィリアムが爵位を継承した。

## 人物
ホレス・ウォルポールによると、ジャコバイトだったという。

## 家族
1724年1月31日、メアリー・クラーク（Mary Clarke、1701年頃 – 1739年11月24日、バーソロミュー・クラークの娘）と結婚、2男4女をもうけた。
- ウィリアム（1725年 – 1776年） - 第2代フォルクストン子爵、初代ラドナー伯爵
- アン（1813年12月31日没） - 1761年1月3日、ジョージ・タルボット（George Talbot、1782年11月19日没、初代タルボット男爵チャールズ・タルボットの息子）と結婚、子供あり
- メアリー（1730年10月2日 – 1804年11月12日） - 1759年3月20日、第4代シャフツベリ伯爵アントニー・アシュリー＝クーパーと結婚、子供あり
- シャーロット - ジョン・グラント（John Grant）と結婚
- ハリエット（1736年10月17日 – 1777年11月12日） - 1775年7月10日、第7代準男爵サー・ジェームズ・ティルニー＝ロング（英語版）と結婚
- エドワード（英語版）（1738年 – 1810年） - 庶民院議員。1764年6月30日、ハリエット・フォークナー（Harriet Fawkener、1811年以降没、サー・エヴェラード・フォークナー（英語版）の娘）と結婚、子供あり[8]

1741年4月21日、エリザベス・マーシャム（Elizabeth Marsham、1782年9月25日没、初代ロムニー男爵ロバート・マーシャムの娘）と再婚、2男をもうけた。
- ジェイコブ - 4歳で夭折[6]
- フィリップ（英語版）（1746年 – 1828年） - 1798年8月20日、ルーシー・シェラード（Lucy Sherard、1858年3月27日没、第4代ハーバラ伯爵ロバート・シェラードの娘）と結婚、子供あり[7]